# دلبیو
دلبیو (به ایتالیایی: Delebio) یک کومونه در ایتالیا است که در استان سوندریو واقع شده‌است.

## خصوصیات
دلبیو ۲۲٫۵ کیلومترمربع مساحت و ۳٬۰۱۳ نفر جمعیت دارد.